# Acineta
Lan a xuyên (danh pháp: Acineta) hay lan cố thần, viết tắt ACN trong thương mại làm vườn, là một chi nhỏ thuộc các họ Lan (Orchidaceae). Tên gọi Acineta bắt nguồn từ tiếng Hy Lạp akinetos (bất động), do môi dưới (labellum) của hoa cứng.
Những loài phong lan thuộc thực vật biểu sinh này phân bố trong các khu rừng nhiệt đới trên núi từ México cho tới miền tây Nam Mỹ ở độ cao 2000 m. Đôi khi chúng được tìm thấy bám trên các bờ kè dốc (thạch lan hay lithophytic).
Là lớn và quăn, gân lá chạy song song giống chi Peristeria và Lycaste, trong khi cấu trúc của những bông hoa lại tương đồng gần gũi hơn với chi Stanhopea.
Hoa hình chén và thơm, màu vàng nhạt cho tới đỏ nâu.
Một số liên quan như là một trong lộng lẫy nhất tìm kiếm của tất cả các hoa phong lan. Chi Phong lan này được thụ phấn bởi những ong đực thuộc chi Eulaema hoặc Eufriesia.

## Các loài
- Acineta alticola - Lan a xuyên Trung Mỹ
- Acineta antioquiae - Lan a xuyên núi cao
- Acineta barkeri - Lan a xuyên
- Acineta beyrodtiana - Lan a xuyên trắng
- Acineta chrysantha - Lan a xuyên hoàng kim
- Acineta confusa
- Acineta cryptodonta
- Acineta dalessandroi
- Acineta densa - Lan a xuyên Colombia
- Acineta erythroxantha - Lan a xuyên Venezuela
- Acineta hagsateri - Lan a xuyên Hagsater
- Acineta hennisiana - Lan a xuyên Hennis
- Acineta hrubyana - Lan a xuyên Hruby
- Acineta mireyae - Lan a xuyên Panama
- Acineta salazarii - Lan a xuyên Mexico
- Acineta sella-turcica - Lan a xuyên ghế Ottoman
- Acineta sulcata - Lan a xuyên vàng óng
- Acineta superba - Lan a xuyên hoa lệ

## Lai tạo
- Aciopea (Acienta x Stanhopea)
- Acinbreea (Acineta x Embreea)